# Lapiedra martinezii
Lapiedra martinezii ist die einzige Art der Pflanzengattung Lapiedra innerhalb der Familie der Amaryllisgewächse (Amaryllidaceae).

## Beschreibung

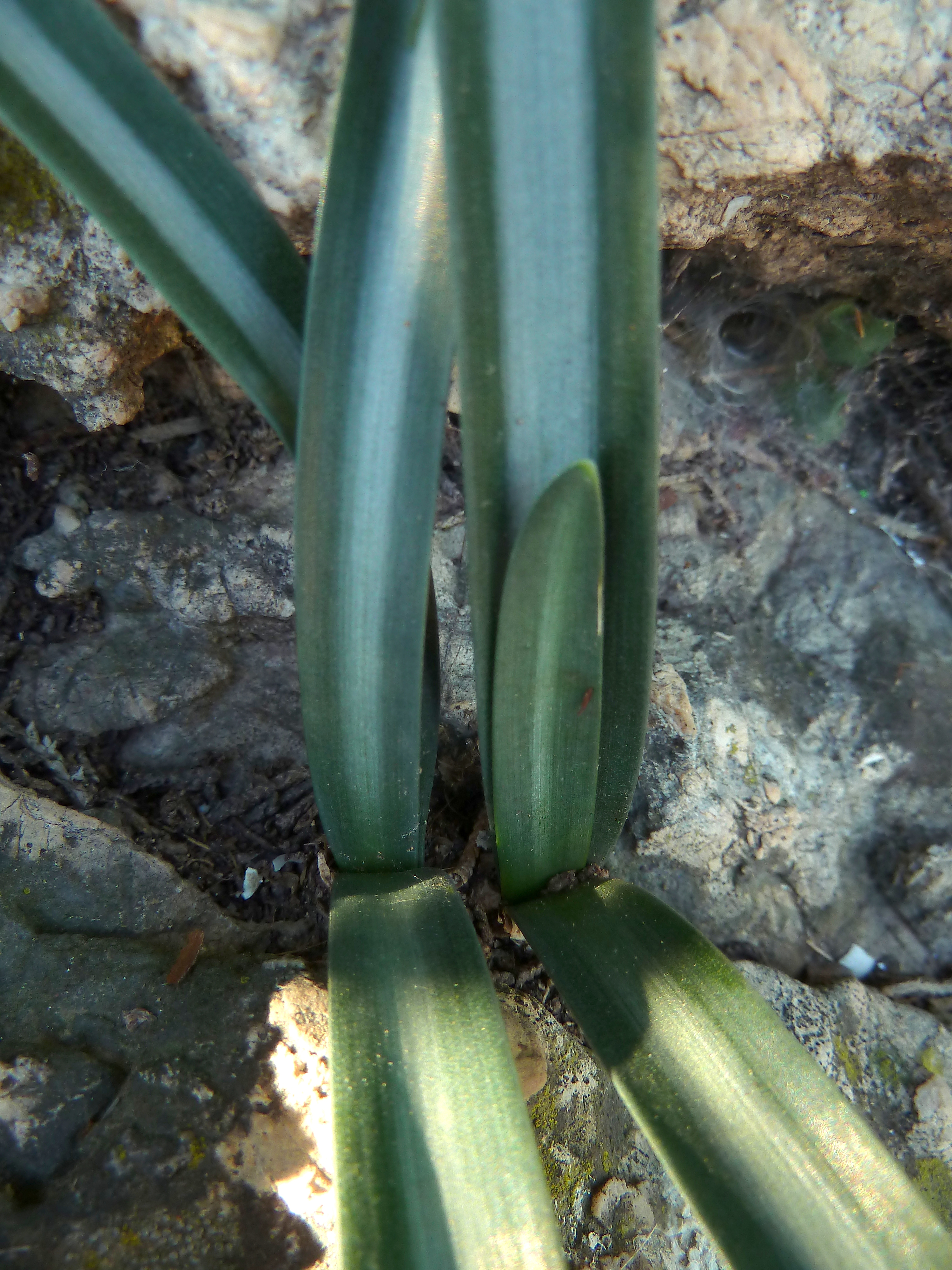
Laubblätter

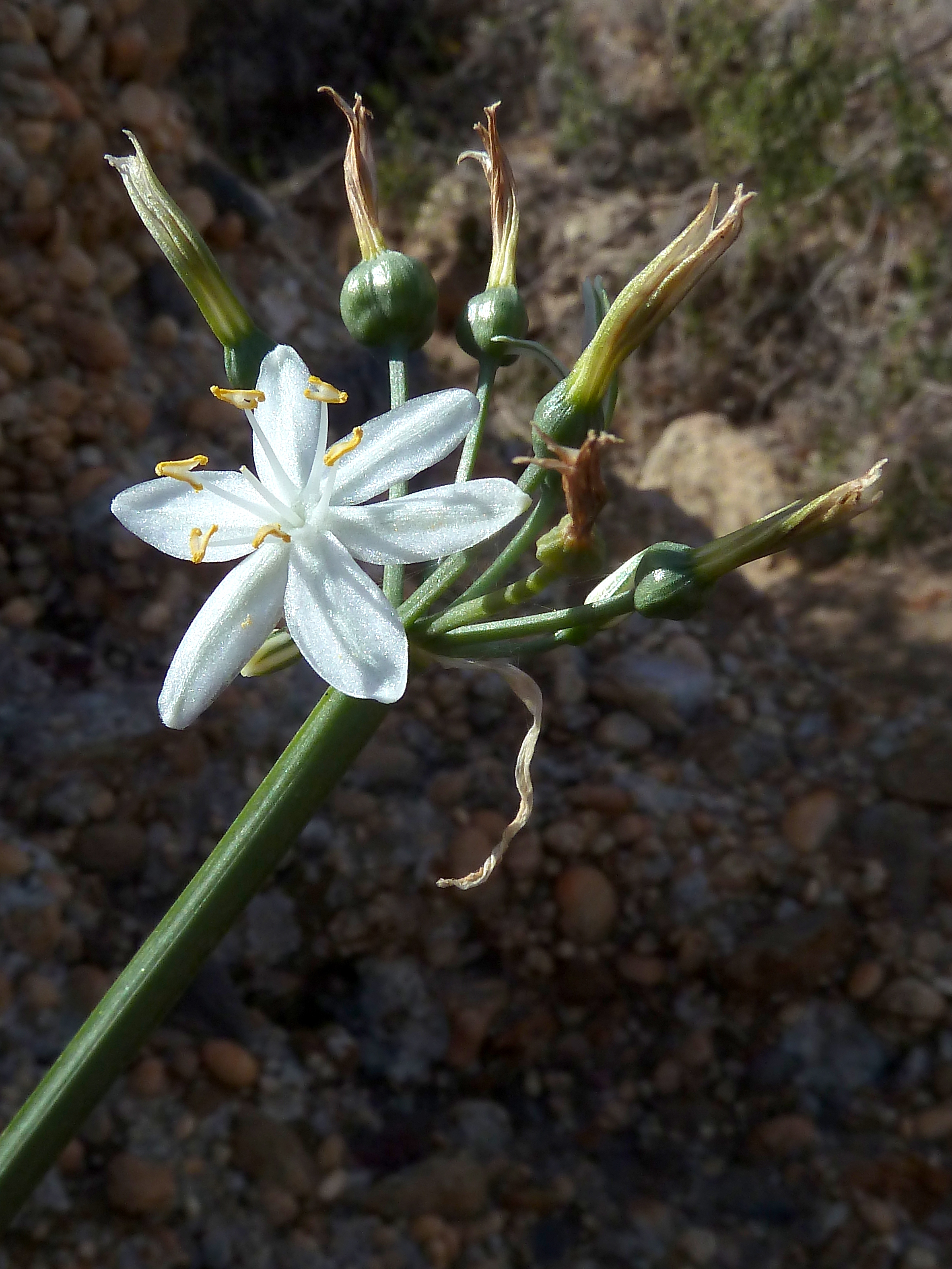
Blütenstand mit gestielter Blüte und jungen Früchten

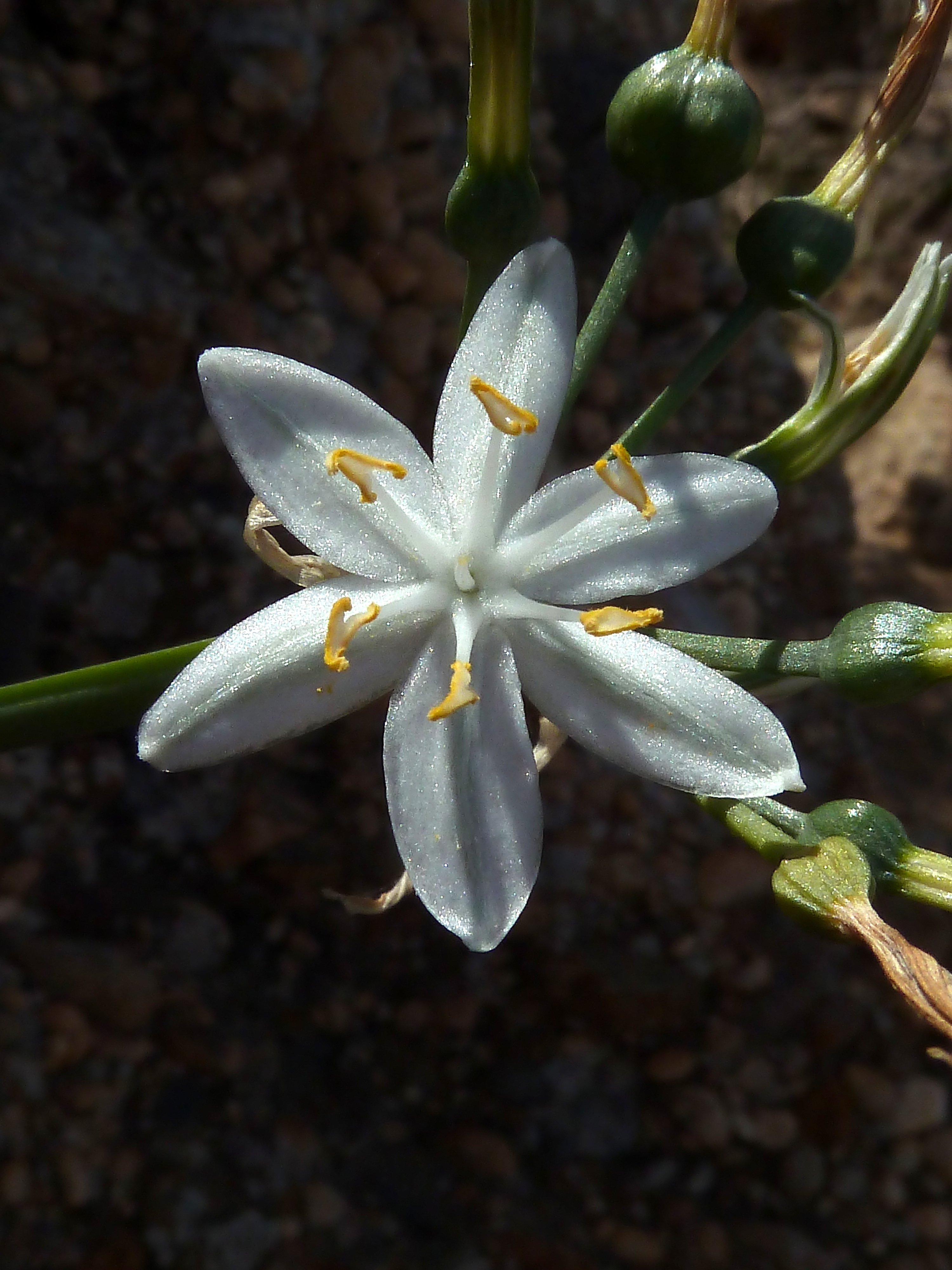
Radiärsymmetrische Blüte im Detail, gut zu erkennen sind die sechs Blütenhüllblätter und sechs Staubblätter

### Vegetative Merkmale
Lapiedra martinezii ist eine ausdauernde krautige Pflanze, die Wuchshöhen von 14 bis 34 Zentimetern erreicht. Als Überdauerungsorgan wird Zwiebel gebildet, die einen Durchmesser von bis zu 6 Zentimetern erreichen kann.
Die zweizeilig und grundständig angeordneten Laubblätter entwickeln sich nach der Anthese. Die einfache, parallelnervige Blattspreite ist bei einer Länge von bis zu 25 Zentimetern sowie einer Breite von etwa 10 Millimetern breit-linealisch. Die Blattspreite weist ein blasses weißliches Band auf der Oberseite auf.

### Generative Merkmale
Die Blütezeit reicht von August bis Oktober. Die Spatha ist 15 bis 30 Millimeter lang. Der doldige Blütenstand enthält vier bis neun Blüten. Der Blütenstiel ist 10 bis 20 Millimeter lang.
Die zwittrige Blüte ist radiärsymmetrisch und dreizählig. Während der Anthese ist die Blüte weit geöffnet. Die sechs Blütenhüllblätter sind gleichgestaltet. Die 8 bis 12 Millimeter langen Blütenhüllblätter sind weiß mit einem grünen Streifen auf dem Rücken. Es sind sechs Staubblätter vorhanden. Die Staubbeutel sind so lang oder länger wie die Staubfäden. Die Staubbeutel sind gelb und haben die Form eines Y.
Die Blütenhüllblätter bleiben an der Frucht. Die Kapselfrucht ist bei einem Durchmesser von 7 bis 12 Millimetern abgeflacht kugelig und enthält nur wenige Samen. Die Samen sind 2,7 bis 4,2 Millimeter lang und schwarz.
Die Chromosomenzahl beträgt 2n = 22.

## Vorkommen
Lapiedra martinezii kommt im nördlichen Marokko und im südlichen bis südöstlichen Spanien vor. In Spanien gedeiht Lapiedra martinezii in Höhenlagen von 0 bis 860 Metern. Sie wächst in Spalten von Kalkfelsen.

## Systematik
Die Erstbeschreibung von Lapiedra martinezii erfolgte 1816 durch Mariano Lagasca y Segura in Genera et species plantarum, S. 14. Synonyme für Lapiedra martinezii Lag. sind: Lapiedra placiana Herb., Crinum matinezii (Lag.) Spreng.
Lapiedra martinezii ist die einzige Art der Gattung Lapiedra aus der Tribus Galantheae in der Unterfamilie Amaryllidoideae innerhalb der Familie der Amaryllidaceae. Die Gattung Lapiedra wurde 1816 durch Mariano Lagasca y Segura in Genera et species plantarum, S. 14 aufgestellt. Der Gattungsname Lapiedra ehrt die spanische Botanikerin Maria Josefa Martínez, geb. Lapiedra (1775–1858).